# Пламен Тимнев
Пламен Тимнев е бивш български футболист, нападател. Роден на 26 март 1973 г. във Варна.
Тимнев е юноша на Черно море. Освен за „моряците“ в своята кариера е играл още за Левски (София), Спартак (Варна), португалският Шавеш, Нафтекс (Бургас) и Локомотив (Дряново). С Левски е шампион на България за сезон 1994/95.